# Louis Raymond
Louis Raymond (Pretoria, JAR, 28. lipnja 1895. – Johannesburg, JAR, 30. siječnja 1962.) je pokojni južnoafrički tenisač. Na Olimpijadi u Antwerpenu 1920., Raymond je osvojio zlato u teniskom turniru singlova, porazivši u finalu Japanca Kumagaija.
Šest puta je bio nacionalni teniski prvak i to četiri puta uzastopno (1921. – 1924.) te kasnije dva puta zaredom (1930. i 1931.). Bio je član južnoafričke teniske reprezentacije gdje drži rekord od deset pobjeda i jedanaest poraza. S nacionalnom selekcijom je 1919. godine stigao do polufinala Davis Cupa.

## Vanjske poveznice
- Sports-reference.com - Louis Raymond  Arhivirana inačica izvorne stranice od 21. rujna 2013. (Wayback Machine)